# Test-Erythrozyten
Als Test-Erythrozyten werden in der Immunhämatologie und Transfusionsmedizin solche roten Blutkörperchen (Erythrozyten) bezeichnet, die im Labor als Detektoren, in-vitro, für insbesondere zu identifizierende und unbekannte Antikörper eingesetzt werden. Dabei ist die Antigen-Antikörper-Reaktion zentral, denn tragen die Test-Erythrozyten das Antigen auf ihrer Oberfläche, kommt es zu einer Agglutination mit entsprechenden anti-erythrozytären Antikörpern aus dem Serum des Patienten. Immunhämatologisch relevante erythrozytäre Antigene befinden sich als molekulare Strukturen auf der Erythrozytenmembran.
Humane Test-Erythrozyten werden von Blutspendern gewonnen und in industriellen Verfahren produziert. Die Test-Erythrozyten werden als drei- bis fünfprozentige Erythrozyten-Suspension (Alseversche Lösung) in den Handel gebracht. Die Lösungen der Test-Erythrozyten dürfen nicht zusammengemischt werden.
Bei Erythrozytenantigenen handelt es sich um genetisch determinierte, immunogene Merkmale der Erythrozytenzellmembran, die in Abhängigkeit von Struktur und Funktion in verschiedene Antigensysteme zusammengefasst werden. Bis zum Jahre 2004 wurden mehr als 600 Erythrozytenantigene serologisch definiert, sie werden in der ständig aktualisierten Nomenklatur der International Society of Blood Transfusion (ISBT) in 29 Blutgruppenantigensystemen aufgelistet. Gegen einige dieser Erythrozytenantigene werden Antikörper ausgebildet, entweder als irreguläre erythrozytäre Antikörper, die etwa durch Schwangerschaften oder Bluttransfusion erworben wurden oder auch als reguläre erythrozytäre Antikörper. Solche Antikörper können durch die Test-Erythrozyten nachgewiesen werden.
Da einige Erythrozytenantigene in der menschlichen Population sehr ungleich verteilt sind (common antigene und private antigene), werden Spender für den Antikörpersuchtest mit Test-Erythrozyten benötigt, haben sie doch einen hohen Seltenheitswert. Einige transfusionsmedizinische Institute haben meist eine eigene Sammlung seltener, kryokonservierter Test-Erythrozyten. In Deutschland befasst sich die Arbeitsgruppe „Seltene Blutgruppen der Deutschen Gesellschaft für Transfusionsmedizin und Immunhämatologie (DGTI)“ mit diesem Thema.

## Verwendung der Test-Erythrozyten
Werden Test-Erythrozyten für die Serumgegenprobe (Isoagglutinine) bei der ABO-Blutgruppen-Bestimmung eingesetzt, werden Test-Erythrozyten der Gruppen A1, B und 0 verwendet. Der Ansatz mit Test-Erythrozyten der Gruppe A2 ist fakultativ.
Humane Test-Erythrozyten werden benötigt, um ein Antikörperscreening im Rahmen der Blutgruppenbestimmung im Serum der zu untersuchenden Patienten mit durchzuführen, für die Serumgegenprobe u. a. m. Der Antikörpersuchtest dient der Erkennung irregulärer (nicht natürlicher) Antikörper im Serum des Patienten gegen erythrozytäre Antigene. Denn irreguläre Antikörper sind Antikörper, welche (im Gegensatz zu den Isoagglutininen oder Blutgruppenantigenen) durch nicht natürliche Sensibilisierung (etwa durch Bluttransfusionen, Schwangerschaften) gebildet wurden.
Für den Antikörpersuchtest werden Test-Erythrozyten verwendet die folgende Antigene aufweisen sollen:
- Rhesussystem D, C, c, E, e
- Kell-Cellano-System K, k
- Duffy-System Fya, Fyb
- Kidd Blutgruppensystem Jka, Jkb
- MN-System M, N, S, s
- Lewis Blutgruppensystem Lea, Leb
- wenn möglich Rhesusfaktor Cw und Kpa

Ein Antikörpersuchtest darf mit einem oder mehreren Testpools durchgeführt werden. In einem Testpool dürfen aber maximal nur zwei verschiedene Testzellen vorhanden sein. Die Antigene C, c, E, e, Fya, Fyb, Jka, Jkb, S und s müssen bei mindestens einer Zelle „homozygot“ vorliegen. Kommerzielle Test-Erythrozyten, die für den Antikörpersuchtest verwendet werden, müssen für die Antigene Mg, Wra und Vw negativ sein.
Wurde im Antikörperscreening ein Erythrozytenantigen im Serum des Patienten gefunden, muss eine Antikörper-Differenzierung folgen. Obgleich die Antikörper-Differenzierung ähnlich dem Antikörpersuchtest durchgeführt wird, werden hier allerdings nicht nur zwei bzw. drei Testerythrozyten mit bekannten Antigenen eingesetzt, sondern es finden zwölf und mehr unterschiedliche Test-Erythrozyten ihre Anwendung. Solch eine Testzellzusammenstellung wird auch „Test-Panel“ benannt. Je nachdem, mit welchen Erythrozyten eine (Häm-)Agglutination auftritt, kann dann auf die Spezifität des Antikörpers geschlossen werden.
Für die Kontrolle des Antihumanglobulinserums („Coombs-Kontrolle“) werden Test-Erythrozyten verwendet, die mit humanen IgG-Immunglobulinen beladen sind.